# Cullera
Cullera egy község Spanyolországban, Valencia tartományban. Cullera Corbera, Favara, Valencia, Fortaleny, Llaurí, Sueca és Tavernes de la Valldigna községekkel határos. Lakosainak száma 24 181 fő (2024).

## Földrajz
A Földközi-tenger partján fekszik, itt torkollik a tengerbe a Júcar folyó.

## Népesség
A település népessége az utóbbi években az alábbiak szerint változott:
| Lakosok száma | 21 109 | 22 544 | 23 406 | 24 121 | 22 736 | 22 461 | 21 999 | 22 145 | 22 937 | 24 181 |
|               | 2001   | 2004   | 2007   | 2009   | 2012   | 2014   | 2017   | 2019   | 2022   | 2024   |